# 175th Wing

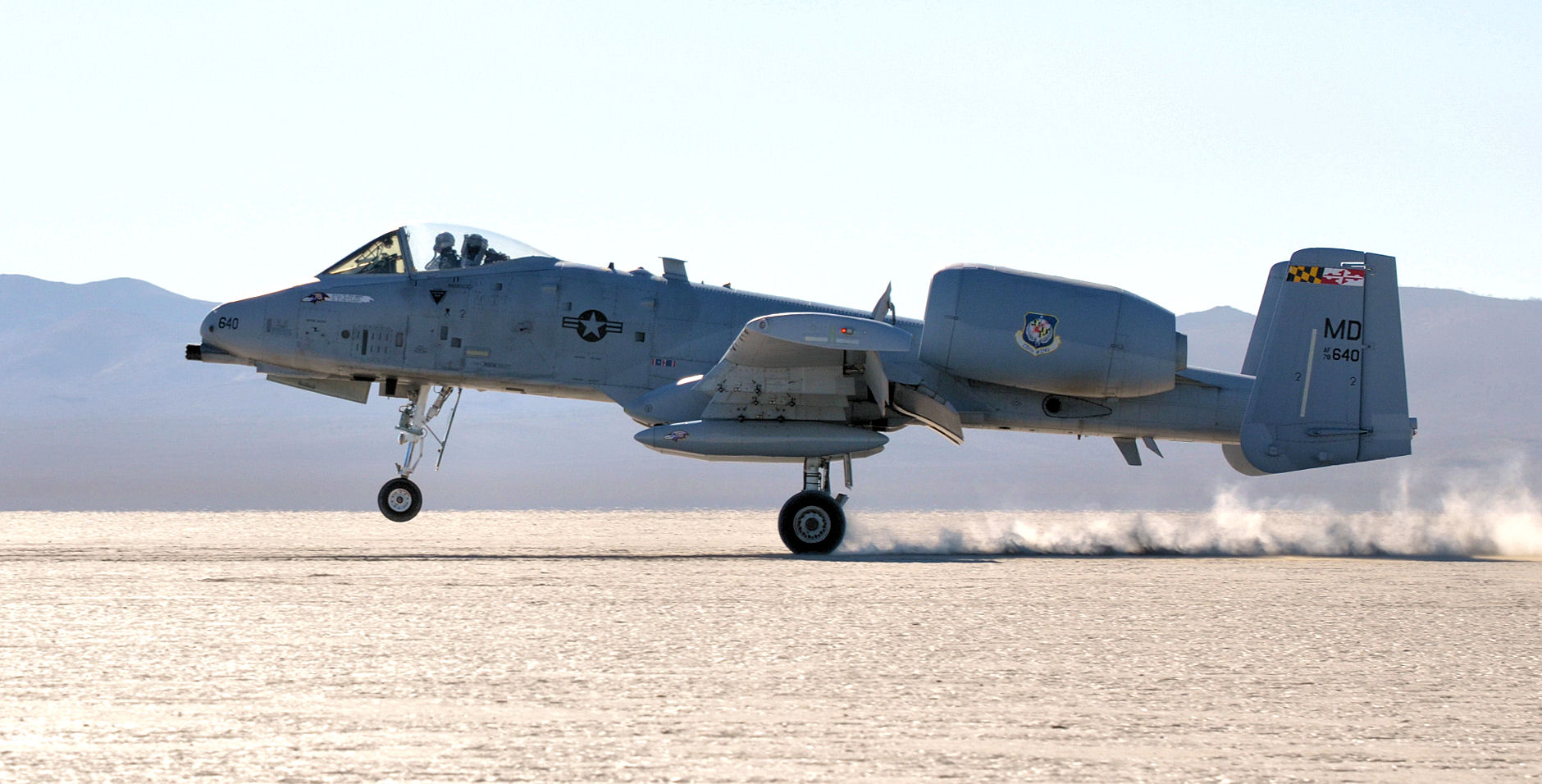
A-10C dello Stormo

Il 175th Wing è uno Stormo composito della Maryland Air National Guard. Riporta direttamente all'Air Combat Command quando attivato per il servizio federale. 
Il suo quartier generale è situato presso la Warfield Air National Guard Base, Maryland.

## Organizzazione
Attualmente, al settembre 2017, esso controlla:
- 175th Operations Group
  - 175th Operations Support Flight
  -  104th Fighter Squadron - Equipaggiato con A-10C
- 175th Maintenance Group
  - 175th Aircraft Maintenance Squadron
  - 175th Maintenance Squadron
  - 175th Maintenance Operations Flight
- 175th Mission Support Group
  - 175th Civil Engineer Squadron
  - 175th Communications Squadron
  - 175th Force Support Squadron
  - 175th Logistics Readiness Squadron
  - 175th Security Forces Squadron
- 175th Medical Group
- 175th Cyberspace Operations Group
  - 175th Cyberspace Operations Squadron
  - 275th Cyberspace Operations Squadron
  - 275th Operations Support Squadron
  - 276th Cyberspace Operations Squadron
- 135th Intelligence Squadron
- 235th Civil Engineer Flight